# スイス時間
スイスで現在、使用されている標準時は中央ヨーロッパ時間（UTC+1、CET）となっている。また、夏時間は中央ヨーロッパ夏時間（UTC+2、CEST）が使用されている。

## 夏時間
スイスでは1981年に夏時間が導入された。3月の最終日曜日から10月の最終日曜日迄が実施期間となっている。詳細はヨーロッパの夏時間を参照。

## 太陽時
スイスの太陽時は東端から西端で約18分の差がある。

## IANA time zone database
IANA time zone databaseのzone.tabには、スイスの標準時が1つ含まれている。
| 国コード | 座標        | TZ            | 注釈       | 協定世界時との差 | 夏時間 | 備考 |
| -------- | ----------- | ------------- | ---------- | ---------------- | ------ | ---- |
| CH       | +4723+00832 | Europe/Zurich | スイス時間 | +01:00           | +02:00 |      |